# روي جورجي
روي جورجي (بالبرتغالية: Rui Jorge‏) مواليد 27 مارس 1973 في فيلا نوا دغايا، هو لاعب كرة قدم برتغالي دولي سابق كان يلعب كمدافع. اعتزل اللعب عام 2005 مع نادي بيلينينسش. سبق له أن لعب في كأس العالم لكرة القدم مع منتخب بلاده. بدأ مسيرته الرياضية عام 1991 مع نادي بورتو. لعب خلال مسيرته 323 مباراة سجل خلالها 9 أهداف.

## المسيرة الاحترافية

### أندية لعب لها
- نادي بورتو
- سبورتينغ لشبونة
- نادي بيلينينسش

## روابط خارجية
- روي جورجي على موقع الاتحاد الدولي (مؤرشف)  (الإنجليزية)
- روي جورجي على موقع قاعدة بيانات كرة القدم.إي يو (الإنجليزية)
- روي جورجي على موقع ناشيونال فوتبول تيمز (الإنجليزية)
- روي جورجي على موقع عالم كرة القدم.نت (الإنجليزية)
- روي جورجي على موقع أوليمبيديا (الإنجليزية)